# Gesetz zur Regelung des Beschäftigtendatenschutzes
Das Gesetz zur Regelung des Beschäftigtendatenschutzes sollte das deutsche Bundesdatenschutzgesetz um einen Abschnitt zum Beschäftigtendatenschutz ergänzen. Der Gesetzentwurf wurde am 25. August 2010 von der Bundesregierung beschlossen und in den Bundestag eingebracht, jedoch nie verabschiedet. Mit Ablauf der 17. Legislaturperiode verfiel der Gesetzentwurf. Das Gesetz trat nie in Kraft.
Mit dem Gesetz sollten Lücken im geltenden Recht geschlossen werden. Dazu sollte bereits bestehendes Richterrecht in die Form eines Gesetzes überführt werden, um die Rechtssicherheit für Beschäftigte und Arbeitgeber zu erhöhen. Die Überwachung von Beschäftigten sollte insgesamt erschwert werden.

## Gesetzgebungsprozess

### Das Bedürfnis nach einer gesetzlichen Regelung
Im Jahr 1984 forderten die Datenschutzbeauftragten des Bundes und der Länder erstmals bereichsspezifische gesetzliche Bestimmungen zum Arbeitnehmerdatenschutz. 1992 stellten sie Grundsätze für ein Arbeitnehmerdatenschutzgesetz auf. Auch die Gewerkschaften setzten sich für eine gesetzliche Regelung ein. So legte beispielsweise der Deutsche Gewerkschaftsbund im Jahr 1999 Eckpunkte für ein Gesetz zum Arbeitnehmerdatenschutz vor.
Der Deutsche Bundestag und der Bundesrat sahen ebenfalls Handlungsbedarf. Der Bundestag fasste mehrere Beschlüsse, in denen er die jeweilige Bundesregierung aufforderte, einen entsprechenden Gesetzentwurf zu erarbeiten. Der Bundesrat schloss sich diesen Forderungen an.
Im Jahr 2000 plante die von Gerhard Schröder geführte Bundesregierung die Vorlage eines entsprechenden Gesetzes. Das Vorhaben wurde jedoch nicht verwirklicht. Die Arbeiten am Gesetz wurden eingestellt.
In den Jahren 2008/2009 wurde bekannt, dass bedeutende deutsche Unternehmen wie der Lebensmitteldiscounter Lidl und die Deutsche Bahn ihre Beschäftigten mit teilweise unzulässigen Methoden überwacht hatten. Besondere Aufmerksamkeit erlangte die Überwachungsaffäre der Deutschen Telekom. Auf Grund dieser Vorfälle entschied sich die mittlerweile von Angela Merkel geführte Bundesregierung im Februar 2009, die Arbeit an einem Arbeitnehmerdatenschutzgesetz wieder aufzunehmen.
Das Bundesministerium für Arbeit und Soziales erstellte daraufhin den Entwurf für ein Beschäftigtendatenschutzgesetz, der von Bundesarbeitsminister Olaf Scholz im September 2009 in die Diskussion eingebracht wurde. Angesichts der bevorstehenden Bundestagswahl wurde der Entwurf nicht mehr von der CDU/CSU-SPD-Bundesregierung verabschiedet.

### Vom Koalitionsvertrag zum Kabinettsentwurf
Nach dem Regierungswechsel im Herbst 2009 verständigten sich CDU/CSU und FDP darauf, kein eigenes Gesetz zum Arbeitnehmerdatenschutz zu schaffen, sondern stattdessen das Bundesdatenschutzgesetz um ein Kapitel zum Datenschutz für Beschäftigte zu ergänzen. Die Federführung für dieses Gesetzesvorhaben wurde dem Bundesministerium des Innern (BMI) übertragen. Im Mai 2010 legte das BMI einen ersten Referentenentwurf vor.
Der Entwurf des BMI erfuhr sowohl Kritik als auch Zustimmung. Der Deutsche Gewerkschaftsbund und die Vereinte Dienstleistungsgewerkschaft lehnten das geplante Gesetz ab, da dieses nicht zu mehr, sondern zu weniger Datenschutz für die Arbeitnehmer führe. Die Deutsche Vereinigung für Datenschutz bemängelte, dass der Entwurf weitgehend aus Vorschriften bestehe, die eine Überwachung und Ausforschung der Beschäftigten gesetzlich erlauben sollten. Kontrollmaßnahmen, die nach bisherigem Verständnis verboten seien, würden durch die Neuregelungen legalisiert. Auch die Datenschutzbeauftragten des Bundes und der Länder erklärten, dass der Entwurf das angestrebte Ziel eines zeitgemäßen und verbesserten Schutzes der Beschäftigten vor Überwachung und übermäßiger Kontrolle verfehle. Viele Fragen und Probleme blieben ungeklärt. Im Ergebnis würden die vorgesehenen Änderungen eine Verschlechterung des Datenschutzes für die Beschäftigten zur Folge haben.
Demgegenüber begrüßten der Branchenverband BITKOM und der Deutsche Industrie- und Handelskammertag (DIHK) das geplante Gesetz grundsätzlich da dieser „wesentliche Ansätze“ enthalte, lehnten aber eine Reihe von Regelungen insbesondere des §32 ab. Der DIHK kritisierte, dass das Gesetz die berechtigte Ausgewogenheit zwischen Arbeitgebern und Arbeitnehmern weitgehend vermissen lasse. Kritisiert wurde auch, dass der Entwurf keine Aussagen zur Datenverarbeitung in Konzernen treffe.
Auch innerhalb der Regierungskoalition war der Entwurf des Bundesinnenministeriums umstritten.
Aus dem FDP-geführten Bundesjustizministerium hieß es, der Gesetzentwurf enthalte „gravierende Mängel“ und werde deshalb überdacht.
Das Bundesinnenministerium überarbeitete den Gesetzentwurf daraufhin in wesentlichen Punkten. Unter anderem wurden die Regelungen zum Bewerberdatenschutz, zur Kontrolle von E-Mail-Verkehr und Telefonie, zur Videoüberwachung sowie zu Compliance-Maßnahmen präzisiert und enger gefasst. Am 25. August 2010 beschloss die Bundesregierung den überarbeiteten Gesetzentwurf.
Die von der Bundesregierung beschlossene Fassung des Gesetzentwurfs wurde sowohl von Arbeitgeber- und Wirtschaftsverbänden als auch von Gewerkschaften kritisiert. Die Bundesvereinigung der Deutschen Arbeitgeberverbände erklärte, die geplanten Regelungen behinderten die Korruptions- und Kriminalitätsbekämpfung. Zudem werde „neue Rechtsunsicherheit statt praxisgerechter Klarheit“ geschaffen. Der Handelsverband Deutschland kritisierte das geplante Verbot von heimlichen Videoüberwachungen. Der Deutsche Gewerkschaftsbund befürchtete hingegen, durch das Gesetz werde die offene Videoüberwachung gang und gäbe, und bezeichnete den Gesetzentwurf als „insgesamt nicht akzeptabel“.
Dagegen erklärte der Bundesdatenschutzbeauftragte Peter Schaar, es handele sich um einen „tragfähigen Kompromiss“ für Beschäftigte und Arbeitgeber, der eine „substantielle Verbesserung“ im Umgang mit Beschäftigtendaten darstelle.
Es gab eine erste Lesung und eine Expertenanhörung des Innenausschusses zu dem geplanten Gesetz. Die Bundestagsfraktionen der SPD, von Bündnis 90/Die Grünen und der Linkspartei legten Alternativentwürfe und Änderungsanträge vor. Nach der Sommerpause 2012 wurde die Beschlussfassung im Innenausschuss sowie die zweite und dritte Lesung des Gesetzes erwartet. Ende September 2012 lag das Gesetz dem Bundestag zur Beratung vor.
Zwischen Januar und Februar 2013 wurde das Gesetz mehrfach auf die Tagesordnung des Innenausschusses und des Plenums des Bundestags gesetzt. Wegen heftiger Proteste verzichtete die Koalition im Februar 2013 auf die Abstimmung im Bundestag. Es sollten weitere Gespräche über die Ausgestaltung des Gesetzes mit allen Beteiligten geführt werden. Sowohl Opposition, Gewerkschaften als auch der Bundesdatenschutzbeauftragte Peter Schaar begrüßten das vorläufige Ende des Gesetzgebungsprozesses, auch im Hinblick auf die EU-Datenschutzreform.